# Henry Ussing (jurist)
 Der er flere personer med dette navn, se Henry Ussing.
Henry Blom Ussing (5. maj 1886 i Vejlby ved Aarhus – 9. september 1954 i Gentofte) var en dansk jurist. Han er far til Vagn Ussing, Bagge Ussing, Marie Ussing Nylén (en) og Niels Ussing.
Han var søn af Henry Ussing og hustru. Han blev student fra Metropolitanskolen 1904, cand. jur. 1910 og studerede i München, Paris og Oxford 1911-13, blev i 1914 docent og var fra 1918 til sin død professor i retsvidenskab ved Københavns Universitet, idet han overtog faget obligationsret. 1942-43 var han prorektor for universitetet og referendarius consistorii 1943-44. Han var formand for Juridisk Forening fra 1929 til 1946.
Ussing blev medlem af kontrolkomiteen for Dansk Folkeforsikringsanstalt 1929 (formand 1931), af Nationalbankens repræsentantskab 1930 (fra 1936 Danmarks Nationalbank) og af Københavns Kreditforenings repræsentantskab 1936, medlem af Det københavnske Kirkefonds repræsentantskab 1931 og af bestyrelsen for Rask-Ørsted Fondet 1947.
Han var medlem af Det Norske Videnskaps-Akademi i Oslo fra 1938, af Kungliga Humanistiska Vetenskapssamfundet i Lund fra 1941 og af Kungliga Vetenskapsakademien 1945, æresmedlem af Juridiska Foreningen i Finland 1942 og af Suomalainen Lakimiesyhdistys 1948, tildelt A.S. Ørsteds Hædersmedalje i guld 1943 og æresdoktor ved Oslo Universitet 1946.

## Udgivelser
Hans disputats Skyld og Skade 1914 angik et central formueretligt emne. I Bristende Forudsætninger 1918, forfattet umiddelbart før hans udnævnelse til professor, gik han ind for en objektiv forudsætningslære (Ussings lære om bristede forudsætninger ("forudsætningslæren") blev en forløber til Aftalelovens § 36 og dennes urimelighedsbetragtning). Mellem 1931 og 1942 skrev Ussing en ny fremstilling af obligationsretten, fordelt på i alt fem selvstændige bøger. 
Han var i perioden 1920 - 1945 redaktør for Ugeskrift for Retsvæsen. 
Ussing udøvede en betydelig indsats i det nordiske lovsamarbejde. Gældsbrevsloven af 1938 er i udpræget grad hans værk. 